# الياسين 105
الياسين 105 أو قذائف الياسين 105 هي قذائف آر بي جي، استخدمتها الفصائل الفلسطينية في معركة طوفان الأقصى، حيث تعد القذيفة محلية الصنع ومضادة للدروع، وتتميز بقدرة تدميرية عالية، وأسفرت عن تدمير العديد من الدبابات الإسرائيلية، أعلنت الفصائل عن دخولها الخدمة في 29 أكتوبر 2023، وبحسب شبكة سكاي نيوز فقد أعلنت كتائب الشهيد عز الدين القسام بالمتحدث الرسمي أبو عبيدة بدخولها الخدمة رسمياً خلال عملية طوفان الأقصى.
تعد قذيفة الياسين 105 نسخة مطورة عن قذيفة التاندوم الروسية، استخدمت خلال عملية طوفان الأقصى لأول مرة من خلال إسقاط القذيفة عبر طائرة مُسيّرة، فيما تم الإعلان رسميًا عن أول استخدام لها وكشف عن تطويرها في 14 تشرين الأول عبر مقطع مصور نشر على قناة كتائب الشهيد عز الدين القسام في تطبيق تليجرام.
يقدر أن مدى القذيفة يتراوح ما بين 100-2500 متر ويكون المدى الفعال في حدود 1000 مترًا، وتتكون من حشوتين باعتبارها قذيفة ترادفية تنفجر الحشوة المتفجرة الأولى مع الارتطام في جسد المدرعة، والثانية تنفجر بعدها بفارق ضئيل من أجل تعزيز الانفجار، واختراق الآلية المدرعة المستهدفة.

## أصل التسمية
أطلقت كتائب القسام على هذه القذيفة اسم "الياسين 105" تيمنا باسم الشيخ أحمد ياسين، مؤسس حركة حماس سنة 1987، الذي اعتقلته إسرائيل يوم 18 مايو/أيار 1989 مع مئات من أعضاء الحركة، وأفرجت عنه في الأول من أكتوبر/تشرين الأول 1997، واغتالته في 22 مارس/آذار 2004.

## القوة التفجيرية
تعد القذيفة واحدة من القذائف المطورة التي أنتجتها كتائب الشهيد عز الدين القسام حيث تعد نسخة أكثر تطوراً عن قذائف "تاندوم 85" الروسية التي استخدمتها كتائب القسام في معركة الفرقان عام 2008.
ويمثل الرأس الحربي الترادفي اهم اسرار القوة في قذيفة الياسين 105، فهو عبارة عن حشوتين متتاليتين تقوم الحشوة الاولى بتفجير الدرع واختراقه وتقوم الثانية بالانفجار تلقائيا بعد فصلها عن الحشوة الاولى، مما يؤدي إلى تدمير الدبابة سواء إن كان تدميرا جزئياً أو كلياً، حيث قالت كتائب القسام أن القذائف قامت بتدمير الدبابات وقامت بإخراجها عن الخدمة نهائياً.

## المواصفات
- محلية الصنع من عيار 105 ملم.
- إحدى القذائف المطوّرة عن قاذفة الـ"آر بي جي".
- يتم تزويدها بمواد شديدة الانفجار.
- تمثل تهديدًا للقوات الإسرائيلية والمدرعات بجميع أنواعها.
- استُخدمت في معركة الفرقان سرًّا.
- يمكن استخدامها لاختراق التحصينات الخرسانية.
- ذات زعانف بذيل القذيفة تمنحها الاستقرار بعد الإطلاق، ما يمكنها من الوصول للهدف.
- سرعتها تصل إلى 300 متر في الثانية تقريبا، بينما تشير تقديرات إلى أن مداها يتراوح بين 150 إلى 250 مترا.
- تكون أكثر قوة كلما كانت المسافة التي تفصلها عن الهدف أقرب.
- الطول: 95 سنتيمتر، والوزن: 7 كيلوغرامات.
- القدرة التدميرية: يمكنها اختراق الدروع الكثيفة بدقة عالية.[6]